# Ancon Hill
Ancón (ang. Ancon Hill, hiszp. Cerro Ancón) – strome, porośnięte lasem deszczowym wzgórze, wznoszące się na wysokość 199 metrów nad Kanałem Panamskim. Od 1903 roku do 31 grudnia 1999 roku znajdowało się na terytorium Strefy Kanału Panamskiego administrowanej przez Stany Zjednoczone. Obecnie nad wzgórzem powiewa flaga Panamy. W lasach porastających wzgórze występują leniwce, ostronosy białonose, pancerniki dziewięciopaskowe, tamaryny, jelenie. U podnóża zbocza znajdują się pozostałości Szpitala Gorgasa.
Z Ancon Hill rozciąga się widok na stolicę miasto Panama.
Pierwszy statek jaki przepłynął Kanałem Panamskim w 1914 roku  – SS Ancon –  przyjął nazwę od wzgórza.